# Rania El Kilali
Rania El Kilali, née le 10 mars 1990, est une judokate marocaine.

## Carrière
Dans la catégorie des plus de 78 kg, Rania El Kilali est médaillée de bronze aux Championnats d'Afrique de judo 2009 et aux Championnats d'Afrique de judo 2012 et médaillée d'argent aux Championnats d'Afrique de judo 2010, aux Jeux panarabes de 2011 et aux Championnats d'Afrique de judo 2011.
En open (toutes catégories), elle est médaillée d'or aux Championnats d'Afrique de judo 2012, médaillée d'argent aux Championnats d'Afrique de judo 2010 et 2011 et médaillée de bronze aux Jeux panarabes de 2011.